# Albert Stöckl

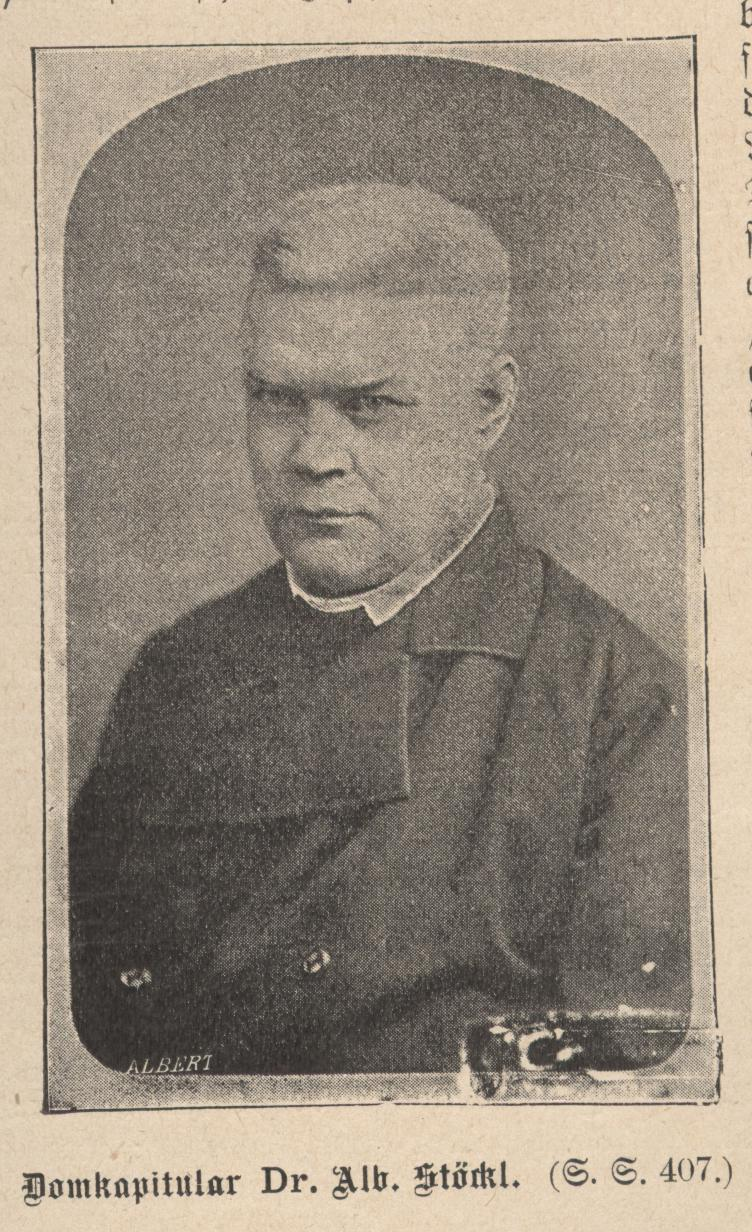
Albert Stöckl

Albert Stöckl (* 15. März 1823 in Möhren; † 15. November 1895 in Eichstätt) war ein deutscher katholischer Geistlicher, Professor, Politiker und Mitglied des deutschen Reichstags.

## Leben
Stöckl war der Sohn eines Lehrers und machte seine Studien am Königlichen Gymnasium und an der bischöflichen Akademie in Eichstätt und wurde 1855 von der philosophischen Fakultät der Julius-Maximilians-Universität Würzburg zum Dr. phil. promoviert. 1848 wurde er zum Priester geweiht und wirkte zuerst zwei Jahre als Wallfahrtspriester in Wemding. 1852 wurde er Professor der Philosophie an der bischöflichen Akademie in Eichstätt. 1857 wechselte er auf den Lehrstuhl für Exegese. 1862 wurde er als Professor der Philosophie an die Königlich Preußische Akademie in Münster berufen und kehrte 1871 wieder nach Eichstätt zurück, wo er zum Domkapitular ernannt wurde und seine frühere Professur wieder aufnahm. Er ist Verfasser mehrerer philosophischer und pädagogischer Werke. Darin sind auch antijüdische Ansichten zu finden.
Zwischen 1877 und 1881 war er Mitglied des Deutschen Reichstages für die Deutsche Zentrumspartei und den Wahlkreis Mittelfranken 4 (Eichstätt).